# ルーカス・デ・クレルクの肖像

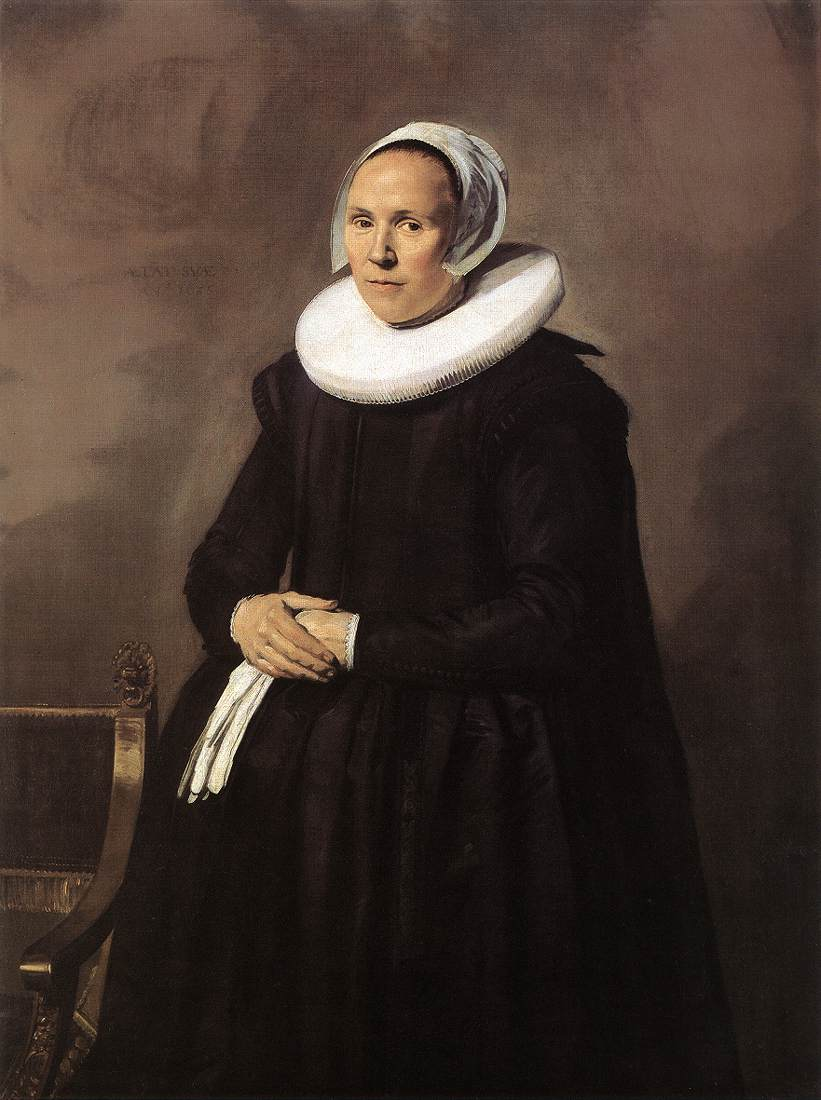
『フェインチェ・ファン・ステーンキステの肖像』(1604-1640年) アムステルダム国立美術館

『ルーカス・デ・クレルクの肖像』（ルーカス・デ・クレルクのしょうぞう、蘭: Portret van Lucas de Clercq、英: Portrait of Lucas de Clercq）は、17世紀オランダ黄金時代のハールレムの巨匠フランス・ハルスが1635年頃、キャンバス上に油彩で描いた作品である。モデルの人物、ルーカス・デ・クレルク (1603-1652年) はオランダの布商人で、今日、ハルスによって描かれた対となる彼と妻の肖像画によって知られている。作品は、アムステルダム国立美術館に所蔵されている。

## 作品
等身大の本作は、構図と人物のポーズにおいて、ハルスとしてはややありきたりだが、その卓越した描写はいかにもハルスらしい。デ・クレルクはこちらを振り向いているように見え、左手は腰に当てている。細部を描き込み過ぎていないため、人物像には勢いと活気がある。
デ・クレルクは、白い襞襟の付いた黒い服を着て、不明瞭な背景の前に立っている。その服装はよく観察してみれば、きわめて質素なものであることがわかる。その理由は、彼が厳格な服装規定に従うプロテスタントの一派メノー派の信者だったからである。彼も、対作品となる『フェインチェ・ファン・ステーンキステの肖像』(アムステルダム国立美術館) に描かれている妻も、ハルスが描いた『イサーク・マッサとベアトリクス・ファン・デル・ラーンの結婚肖像画』(アムステルダム国立美術館) に見られるような宝石、レース編みの襟、カフスなどの装飾は何も身に着けていない。

## 歴史
17世紀においては、結婚した夫婦が自分たちの肖像の対作品を所有するのはごく普通のことだった。デ・クレルクは、ルンベーケ出身の富裕なメノー派信者の家族の息子としてハールレムに生まれた。彼は、ハールレムの漂白産業でリネンとリネン糸のために使用されていた炭酸カリウムを扱う商人となった。その供給者であった娘のフェインチェ・ファン・ステーンキステと結婚し、その9年後、ハルスは夫妻の肖像画を描く依頼を得た。1638年、彼らは、中心部のワーフ (物品計量所)近くのベルケンローデステーフとスパールネ通りの角の大きな家に移り住んだ。 デ・クレルクはまた、オフェルフェーンに「Clercq & Beeck」という不動産を所有していた。フェインチェは1640年に亡くなり、デ・クレルクはアドリアーチェン・ケイセルと再婚した。ディルク・ブレーケル による、デ・クレルクとフェインチェの子供とともに描かれた2人の肖像画がアムステルダム国立美術館に所蔵されている。デ・クレルクの肖像と妻フェインチェ・ファン・ステーンキステの肖像は、デ・クレルク家に数世代の間留め置かれ、1895年には、フレデルスト・アーント・ヘイン (Vredelust aan 't Geyn) と呼ばれたブイテンプラーツに掛けられていた。これらの肖像画は、アムステルダム国立美術館に最も早く購入された作品のうちに数えられる。